# 山内溥
山內溥（日语：／ Yamauchi Hiroshi，1927年11月7日—2013年9月19日），原名山內博，生出於日本京都，早稻田大學法學部畢業。任天堂公司顧問、前社長。其執掌公司期間，任天堂由撲克牌製造商成功轉型為一間電子遊戲企業，並於1980年代推出世界風行的電視遊戲機紅白機（FC）。
2002年5月24日退休，在業內以言語犀利、行事強硬和固執著稱。山內溥屬傳統日本強權型領導人物，在位任天堂社長期間有過不少獨斷卻影響深遠的決策。

## 生平
山內溥父親鹿之丞，本姓稻葉，為祖父山內積良婿養子，然而鹿之丞在山內溥五歲時與另一位女性私奔後失踪，母親山內君於是將溥交給山內積良夫婦養育成人。之後在早稻田大學專門部就讀法律科，1950年畢業。

### 改革
年僅22歲的山內溥，在山內積良病逝後，接掌當時瀕臨倒閉的任天堂，便強令不少家族成員與工作超過20年的老員工退休，並引進新技術改進產品（撲克牌）的製造工藝。6年後任天堂成為日本第一大撲克牌製造公司。

### 轉型
成為日本第一後，山內溥參觀當時位於美國的世界最大撲克牌生產公司，對其不過幾間平房的規模大感失望，認定這個行業即便成為世界第一也不過如此，因而決定公司轉型。曾嘗試過計程車、專供一夜情的性愛酒店、泡飯（類似泡麵的速食品）等，最終決定轉型成電子遊戲產品生產公司，基本也呼應了任天堂的元祖商品：娛樂用的花牌。

### 殺價
「主機只是遊戲的載體，因此售價應該愈便宜愈好。」山內溥堅信這樣的理念，於是於FC主機發售前親自向CPU供應商Ricoh承諾，兩年內下單300萬顆CPU（300萬是當時日本電視遊戲主機市場的總和），最終成功的讓FC以低於競爭對手一半的破壞性價格殺入市場，並取得巨大的成功。

### 商譽
FC發售該年聖誕商戰前，任天堂陸續接獲客訴表示執行某些遊戲會導致FC主機產生當機現象。後由任天堂研發部門確認是硬體設計瑕疵。山內溥當下決定回收所有在外上架的商品，並送回任天堂內部修正。此舉令任天堂於該年聖誕商戰損失數億日圓的業績，卻保住了公司的商譽。

### 任用

#### 橫井軍平
時任撲克牌生產線維修工程師的橫井軍平，常於閒暇時以零件廢料改裝成玩具。山內溥偶然看到後慧眼識才的指示橫井軍平與今西弘史兩人組建新的開發部門並將橫井的不少創意玩具商品化。是任天堂正式踏入電子遊戲界前的成功。日後橫井軍平負責任天堂GBA前的所有攜帶型遊戲主機設計。

#### 宮本茂
1977年，宮本茂自金澤美術工藝大學畢業，但一直未能找到工作，後在父親的建議下，持推薦函拜訪了父親的好友山內溥。當時任天堂以硬體開發遊戲為主，尚未導入遊戲程式的開發方式，故內部並無適合宮本茂的職務，但山內溥對宮本茂帶來的不少自製絨毛玩具頗感興趣，決定暫時讓宮本擔任企劃一職。直到宮本茂正式開始負責第一個遊戲設計工作，已經是2年後的事了。而即使宮本茂負責的第一個項目成為任天堂少有的慘敗，山內溥並未放棄這位才華洋溢的青年。
1983年，山內溥成立任天堂第4個研發部門，並指定宮本茂是這個研發部門領導者的不二人選，正式開啟了宮本茂在遊戲業界的傳奇經歷。宮本茂對任天堂乃至全球遊戲界的影響難以估算，若沒有當年山內溥的任用，很可能根本沒有今日的任天堂。

#### 岩田聪
1992年，当时任天堂的第三方开发商HAL研究所因陷入泡沫经济破裂引起的房地产投资失败而宣告破产重整。任天堂在进行财政支援时，山内溥提出的条件是，必须任命年仅32岁的HAL研创始人之一，此前并无正规企业管理经验的游戏程序员岩田聪担任社长。在岩田的帶領下，重新调整策略的HAL研1993年凭借《星之卡比 夢之泉物語》成功复活，从而跻身任天堂的知名第二方开发商之列。2000年，岩田被邀请至任天堂本社担任董事兼经营企划部部长，两年后山内引退之时更以42岁之齡成為任天堂新一任社長，也是任天堂第一位不是出自山內家族的社長。在岩田的任期内，凭借NDS、Wii等游戏主机的大卖，任天堂重现了FC时代傲视全球的辉煌。

### 退位
任天堂於任天堂64後繼機種GameCube上依然不成功，讓山內溥意識到自己已經不再適合領導任天堂，他在退休前訂下了任天堂的未來願景。

#### 回歸傳統
山內溥：我們將妥善運用自FC時代留下的巨大遺產。當山內溥決定於GBA主機上推出FC mini系列時，業界訕笑不已，認為不過是個年邁老者的胡亂決策時，市場表現卻跌破所有人眼鏡。任天堂重金制作的多套FC mini相關的電視廣告在黃金時段連續滾動播放，廣告中真實收錄的遊戲BGM著實能喚醒許多成年消費者的往日記憶，炸彈超人的FC mini版，忠實移植了FC版本的畫面、音效、乃至於bug，推出首日熱賣5萬份，最終銷售破20萬份。而同時全新製作的PlayStation2版炸彈超人遊戲，卻以僅5000份的銷售量迅速消失於市場。

#### 走向現代
任天堂自1889年創立以來一直以傳統日本家族企業的經營型態運作著，為了與新舊競爭對手如Sony的PlayStation 3與微軟的Xbox 360競爭，山內溥退休前最後的決定是抽離山內家族對任天堂的掌控。除任命岩田聰接下日本任天堂社長一職外，並勸退了女婿荒川實，將美國任天堂總裁的位置交由專業經理人掌舵，讓山內家族勢力徹底退出任天堂，給予未來者更大的空間揮灑。從而基本定下了未來革命性產品NDS與Wii的發展。

### 过世
2013年9月19日，山内溥因肺炎在日本京都去世，享年85岁。